# Nicolae Ianovici
Nicolae Ianovici (menționat, de asemenea, în unele surse ca Nicolae Ioanovici) a fost un lingvist aromân. El este cunoscut pentru alcătuirea unui dicționar în cinci limbi, printre care și aromâna. Ianovici a fost una dintre personalitățile mișcării naționale aromâne timpurii de la Viena și Budapesta.

## Biografie
Nicolae Ianovici provenea din orașul Moscopole, care făcea parte atunci din Imperiul Otoman, iar în prezent din Albania. Făcea parte din familia Căliva (sau Kaliva), originară din Moscopole, dar stabilită ulterior la Timișoara (atunci în Imperiul Habsburgic, astăzi în România). Un alt membru al acestei familii a fost și Gheorghe Ioanovici, nepot al lui Pavel Ioanovici și fiu al lui Ioan Căliva, care a devenit ulterior un om politic important al Ungaria. Nicolae Ianovici a plecat la Timișoara și a locuit în acest oraș pentru o scurtă perioadă de timp, mutându-se ulterior la Pesta (jumătatea de est a Budapestei moderne, capitala Ungariei). Ianovici a fost una dintre personalitățile aromâne din Viena (Austria) și Budapesta de la începutul secolului al XIX-lea, care a contribuit la mișcarea de renaștere națională a aromânilor. Alte personalități aromâne, care trăiau în acea vreme la Budapesta, erau Mihail G. Boiagi și Gheorghe Constantin Roja. Nicolae Ianovici cunoștea perfect limba aromână  și, într-o măsură asemănătoare, limbile latină, greacă veche, greacă modernă, germană și maghiară.
Contribuțiile lui Nicolae Ianovici la renașterea națională a aromânilor au constat în alcătuirea unui dicționar în două volume cu 1302 pagini în total, intitulat Diccionariu tru cinci limbe: ellinescu, grecescu, rumanescu, nemcescu shii madsarescu („Dicționar pentru cinci limbi: elină, greacă, aromână, germană și maghiară"). În prefața dicționarului, Ianovici a susținut importanța și necesitatea lucrării sale, destinate folosirii de către aromâni și dezvoltării culturale a vorbitorilor tuturor limbilor compilate în dicționarul său. Dicționarul a fost, de asemenea, util pentru comercianții din Imperiul Habsburgic și din Peninsula Balcanică. În prefața dicționarului, Ianovici folosește endonimul ramanu pentru „aromân”. Acest lucru este tipic pentru dialectul fărșerot vorbit în Albania modernă, ceea ce sugerează că Ianovici aparținea subgrupului aromânilor fărșeroți.
Se observă că Ianovici a fost influențat de Școala Ardeleană, o mișcare culturală și intelectuală românească activă în Transilvania habsburgică și austriacă de la acea vreme. Astfel, la fel ca scriitorul român al Școlii Ardelene Petru Maior care a susținut că originea românilor este Imperiul Roman și că limba română provine din latină, Ianovici a remarcat tot așa originea romană și latină a aromânilor și a limbii lor. În prefață, Ianovici se referă la aromâni ca „români de dincolo de Dunăre [...], adică latini și nu vlahi sau macedovlahi, după cum câțiva dintr-ai noștri au îndrăznit să ne numească”; Școala Ardeleană a susținut teoria că românii și aromânii făceau parte din același grup etnic.
În ciuda aprobării pentru publicare date în anul 1821 de cenzorul Gheorghe Petrovici, dicționarul lui Ianovici nu a fost tipărit, din anumite motive, în tipografia din Buda (cea mai mare parte din jumătatea de vest a Budapestei moderne). Astăzi, manuscrisul dicționarului lui Ianovici se află în posesia Academiei Române.

## Scrieri
- Diccionariu tru cinci limbe: ellinescu, grecescu, rumanescu, nemcescu shii madsarescu („Dicționar pentru cinci limbi: elină, greacă, aromână, germană și maghiară"), ante 1821